# I skoven skulle være gilde
I skoven skulle være gilde er en gammel dansk folkevise. Den er blandt andet blevet indspillet af den danske protestsanger Cæsar i 1975.